# 七道江会议
七道江会议是第二次国共内战初期，于1946年12月11日至14日间，东北民主联军辽东军区党委在七道江“通明炭矿”办公室召开的扩大会议。在陈云的力主下，中共军队坚守最后的南满根据地，进而影响了整个东北地区的战局。
今在会议原址建有白山市七道江会议纪念馆，以纪念此次会议。

## 会议背景
1946年3月，苏联军队撤离沈阳、四平等地，国民政府随即增兵接收，国共双方在东北的博弈进入白热化。1946年3月至5月的本溪保卫战、四平保卫战分别以国军获胜告终。1946年6月，国共达成东北战场六月停战令。
1946年9月末，驻东北国军打破停战令，调动集结部队与物资，发起对南满与北满进攻的前夕，东北民主联军命令辽东军区第三纵队切断中长铁路，首先攻克西丰县城，求得歼敌一部，然后西进威远堡，进攻新开原、老开原，拦腰切断中长铁路，牵制和拖住国军使其不能北上进犯哈尔滨。10月2日21时，三纵九师对西丰县城展开总攻。10月4日晨，县城守敌860余人被全歼，207师工兵营营长周民强阵亡，毙伤300余名，缴获轻机枪40余挺，重机枪4挺，六零迫击炮5门，冲锋枪30余支。10月5日上午，九师向西开进，当日下午歼灭威远堡守军一个营，10月6日逼近开原。清河以北、大庙沟以南，以及开原以南，中固站以北的铁路线被破坏钢轨和路基。“东总”对西丰战斗致电嘉奖：“歼灭守敌及（辽源）增援的一个营，这一胜利是对破坏停战协议背信弃义之蒋军有力打击”。
10月10日，通化保卫战打响：国军在清原至辉南100公里的正面集中5个师兵力发起攻势。三纵在柳河、大荒沟（吉乐乡东南的鸡冠砬子山西麓）、南山城子一线展开三个师，实施机动防御，节节抗击。三纵也曾想集中7、8两个师歼灭旺清门第195师，但因其迟迟不前，两翼之敌进展又快，失去战机。10月中旬，蒋介石亲临沈阳，制定了在东北实行“南攻北守，先南后北”的战略方针，集中兵力企图吃掉南满共军与根据地，然后集中全部兵力进攻北满，以独占东北。国军5个师全部压到通化，辽东军区决定放弃通化。11月1日，第195师占领通化，通化保卫战结束。安东、通化两城市几天内相继丧失，使南满部队陷入极其困难的境地。南满战场从此进入了最艰苦的岁月，一度成了东北的主战场。东北保安司令部长官杜聿明部署在南满国军部队以其主力8个师约10万人的兵力，分三路向南满解放区进攻。辽东军区、辽东省委（领导南满全局工作）从安东北撤临江。
“东总”林、罗首长对南满解放区不到20天就基本丧失，十分不满。东北局派遣东北局副书记、东北民主联军副政委陈云和东北民主联军副司令员肖劲光于10月27日从哈尔滨出发，经过牡丹江、图们、北朝鲜赴临江县主持南满工作。萧劲光回忆：陈、萧临行前，东北局给他们的任务是“贯彻‘七七决议’，发动群众，坚持南满根据地，完成军事上牵制敌人的战略任务。”10月末，林彪连发7、8份电报，批评辽东军区分散兵力、分兵把口、被敌各个击破，要求集中兵力、断敌后路、打歼灭战。但辽东军区领导未遵令执行。10月30日，即国军第25师冒进至新开岭之日，毛泽东看到了南满的战机，再次要求集中兵力打歼灭战，以扭转南满局势——10月30日，中央军委致电林彪：“南满方面敌很分散，我须集中十几个主力团一起行动，每次歼敌一个团左右，打几个好仗转变战局。你们部署如何？” 10月31日，林彪致电中央军委报告失利原因没打歼灭战，尽是击溃战，“现决定陈云、肖劲光两同志担任南满领导，免得南满垮台”：

“三十日电悉，敌将进攻南满及进攻开始后，我们前后有七八个电报，总是强调他们集中兵力，各个歼灭敌人，反对分兵把口，反对打击溃战。但他们恰恰没逃去这三个圈套。故打了很多击溃仗，每次伤亡大缴获小，部队疲惫不堪，形势日益恶化。主要原因领导弱。现决派陈云、萧劲光两同志担任南满领导，免得南满垮台。该地区有我兵力九个师、四个炮兵团，占整个东北我军兵力五分之二以上，武器弹药比北满部队更好，地区全为山地，下层干部多，气候人口条件均好。故只要领导加强，才能好，有可为，否则影响东北整个局势甚大。”

同日（1946年10月31日），东北局报经中共中央批准，决定成立中共辽东分局（当时也称南满分局），陈云任分局书记。东北局任命陈云兼任辽东军区政委，萧劲光任军区司令员，并于11月1日向各中央分局、省委、纵队、师、旅通报了这一任命。中共中央根据东北局书记林彪的建议，立即复电批准成立以陈云为书记的辽东分局。
11月1日，东北局致电辽东省委（第一书记萧华、第二书记江华）：“......目前你们的任务是削弱与抑留敌人，保存自己，坚持根据地......你们应极力削弱与抑留敌人，无论如何必须完成这一抑留敌人的战略任务，以便我军歼灭北面之敌，并继续向南进攻。你们更须准备敌由南满抽兵北上时，猛烈歼灭敌人。这是整个东北战略形势上极端重要的一着。但目前必须严守秘密，切勿声张，切勿下达......”这说明，东北局已经将“坚持南满，巩固北满。北打南拉，南打北拉，南北密切配合”的重大战略决策通知了南满。
11月4日，毛泽东代中共中央复电东北局，对派陈云去南满工作完全同意，但对萧劲光去南满则提出了异议。11月9日，林彪复电中央：“此次令萧任南满司令，一则由于南满在军事思想上不能打通集中兵力的问题，总是分兵抵御，或分兵进攻，打击溃仗，这在程世才纵队（按：东野三纵）特别表现很多......二则资格较老，便于统率，故派萧劲光去。现萧既已去，并已通知南满，故我意目前似暂宜让劲光接事，搞一时期再看为妥。但究应如何，仍由中央决定。”这说明，陈、萧赴南满主持工作，是林彪不惜先斩后奏，采取果断采取组织措施调整南满党、军主要领导人。11月12日，毛泽东代中央复电东北局，同意林彪关于萧劲光工作调动的意见。萧劲光1946年12月29日给林、彭、高的信：“......当我来南满中途在图们的时候，看到中央关于调动我的工作意见的电报，后来又看到你们的电报......”
11月16日，“辽东省委决定改组第三纵队领导，原纵队司令员程世才、政委罗舜初、副政委兼政治部主任唐凯调回军区机关工作，调曾克林任纵队司令员，曾国华任副司令员，刘西元任副政委兼政治部主任”。辽东省委的这个决定，11月16日当天就得到了林彪的同意，林彪并提议萧华任辽东省委副书记、辽东军区第一副司令员兼副政委，程世才任第二副司令员。11月16日20时，林彪就南满领导组织问题致电东北局彭真、高岗，建议等陈云、萧劲光到达南满之后，东北局再给辽东省委复电。
10月31日至11月2日的新开岭战役后，东北民主联军第四纵队经太平哨、沙尖子、辑安北撤铁厂子、六道江一带，与辽东军区领导机关及三纵队主力会合。这时辽东省委、辽东军区、辽宁分省委机关、几十个辽宁省安东省的地县区乡干部与家属，以及三纵、四纵主力部队及北撤的地方部队共6万余人，挤在长白山南麓仅存的临江、濛江(今靖宇)、长白、抚松等四个山区县的地盘，人口仅23万，群众尚未发动起来，分不清国、共、匪各方性质，盲目正统观念严重，内部匪患、地下军、地主武装严重，根据地尚待巩固。
此时，部队在零下四十度的严寒中作战，又缺少棉衣、帽、手套等御寒必需品；特别是在敌后作战的部队，吃住尤其困难，要在雪地野外露营，部分战士、干部情绪低落，希望北上。辽东军区打算率三、四纵主力北上，与在北满的主力会合，指示彭嘉庆带四纵队十一师和辽宁省军区独立师坚持长白山四个县。部队已经抓紧时间，做好上长白山的各种准备，换了轻装备，筹备了上山的斧头、锯子、绳子等工具，带上了过冬用的辣椒面和其他东西。南满独立师（师长吴瑞林）、辽宁省军区独立第3师（师长彭龙飞）仍在敌后坚持。辽宁省军区独立第2师（师长刘西元）撤到浑江。
陈云和肖劲光于11月27日抵达临江县，传达贯彻东北局指示：安东军区、辽宁军区并入辽东军区，12月4日宣布成立中央东北局辽东分局（即原辽东省委改为辽东分局，俗称南满分局），陈云任分局书记兼辽东军区政治委员；肖劲光任辽东军区司令员、分局副书记；南满原来的党政军一把手肖华改任分局副书记、军区第一副司令员兼副政委；第二副司令员程世才，参谋长罗舜初，副参谋长吴克华，政治部主任莫文骅，副主任唐凯。陈云要求大家“不论先来后到，不论有部队没有部队，都要讲五湖四海，团结一致，坚持南满的对敌斗争”
12月6日，辽宁省分委改称辽宁省委，书记白坚。

## 参会人员及相关人员职务
12月11日至14日，“辽东军区在通化七道江军区前线指挥所召开师以上干部参加的军事会议，讨论如何坚持南满斗争问题。”《四野战史》在此把七道江会议表述为讨论“如何坚持南满斗争问题”，而不是讨论“是否需要坚持南满斗争问题”。
最初，陈云、程世才、吴克华等人因在临江没到会，由肖劲光司令员主持，肖华具体组织会议。参加会议的还有罗舜初、莫文骅、曾克林、刘西元、彭嘉庆、韩先楚以及三、四纵的师级领导。
与会人员职务名单：
- 中共中央东北局辽东分局（俗称南满分局）
  - 分局书记陈云
  - 副书记肖劲光、肖华
- 辽东军区（俗称南满军区）
  - 司令员肖劲光
  - 政治委员陈云（兼）
  - 副司令员兼副政委肖华（原为辽东党政军一把手）
  - 副司令员程世才（原辽东军区司令员）
  - 参谋长罗舜初（原辽东军区第一副司令员）
  - 副参谋长吴克华
  - 政治部主任莫文骅
  - 政治部副主任唐凯
  - 第三纵队
    - 司令员曾克林
    - 副政委刘西元
    - 副司令员曾国华（1946年10月由第七师师长升）
    - 第七师 师长邓岳 政委李伯秋
    - 第八师 政委刘光涛
    - 第九师 政委谭开云

  - 第四纵队，机关驻六道江
    - 政委彭嘉庆
    - 副司令员韩先楚（未参加12月14日会议）
    - 副政委欧阳文、刘澜波（原安东分省委书记），二人均未参见七道江会议
    - 第十师师长杜光华，驻东升堡
    - 第十一师政委李丙令，驻六道江
    - 第十二师，师部率三十四团在横路、台上一带；三十五团在新开岭战役后仍留宽甸、石头城地区敌后活动；三十六团在通化至辑安一线归辽东军区直接指挥

  - 安东省军区 司令员沙克

## 会议经过
12月11日开始会议。会议由肖劲光主持，因刚到南满不久，会议主要由肖华具体组织。陈云和程世才、吴克华等人因在临江，没有到会。会议重点是讨论作战问题，辽东军区领导作了报告，意见是放弃南满、部队转移至东满，而后与北满的主力汇合，以免被个个击破。其理由是：“留得青山在，不怕没柴烧。”敌强我弱，不能与敌决战，长白山区地形狭窄，大兵团作战没有回旋余地，不是主力久留之地；主力撤至东满，可摆脱敌人追击；尔后与北满主力汇合，兵力集中，不会被敌各个击破；到了北满若有危急情况，可背靠苏联，比较保险，等等。这个报告，是会前一天的晚上，由在七道江的几位军区领导同志研究的意见。实际上，会前军区已下达了主力北撤的预令，部队做好了过山林的斧头、锯子、绳子和爬犁、干粮等各种准备。对上述报告，与会者议论纷纷，各抒己见，展开了热烈的讨论，最后，基本上形成两种意见。一种是同意报告的意见，撤到东满，保存实力。另一部分同志主张坚持南满，反对撤退，持这种意见的人是少数，韩先楚、彭嘉庆、莫文骅等少数人坚持留守南满。其理由是：南满的战略地位是举足轻重的，如果放弃南满北撤，正中敌人“南攻北守”的战略意图；坚持南满，可以拖住敌人，与敌周旋，等于在敌人屁股后面吊个大冬瓜，牵制敌人主力，配合北满主力南下，对整个东北战局有利，对今后战略反攻有利；敌人虽强，但其战线拉长，兵力不足，内部矛盾重重；南满我军已有相当实力，采取灵活机动的战略战术，是可以坚持的。第四纵队全歼敌25 师，已充分显示了部队的战斗力。莫文骅在发言中讲：若把队伍拉到东满去，要经过深山老林，很难通过，即使去了，敌人会尾追而至，把敌人引到东满，再撤北满，敌人再追至北满。当时，我用了一个不很恰当的比喻是“水涨船高”而已。这是下策。会议开了两天，去与留的几种意见还是僵持不下。
12月11日，陈云在临江主持召开中共辽东分局会议，也是讨论是坚持南满斗争，还是放弃南满北撤？张学思、刘澜波、白坚等主管地方工作的同志参加了临江会议。与会者各抒己见，形成两种意见。一是主张放弃南满，撤到北满去集中力量；一是主张坚持南满斗争，反对北撤。张学思持后一种意见，说，从整个东北战场来看，南满和北满相当于两个拳头；蒋介石战略方针的险恶用心，就是先消灭我一个拳头，然后再消灭我另一个拳头；如果南满我军5个师撤向北满，敌人在南满就无后顾之忧，就会有10个师跟进北满。就算我三纵和四纵主力部队都到北满，顶多能对付敌人一个军，但留在南满就可以牵制敌人4个军；因此，我们必须两个拳头同时挥动，钳制蒋军力量，粉碎其“先南后北”的阴谋；还说：“长白山区连土匪都能呆，我们人民军队为什么就不能坚持？！”
12月12日晚，突接情报称敌新22师已进至梅河口、第2师正向辑安进攻、第195师集结通化、第91师集结桓仁，东北保安副司令长官郑洞国的“东总”前进指挥所已由新宾永陵进入通化市区。军区领导决定：各师负责同志与四纵副司令员韩先楚立即返回部队作准备：以第三纵队和第十师在临江以西地区集结；以第四纵队第十一师在通化以东之鸭园箝制正面之敌；以第十二师和辽宁省军区独立第二师伸至通化和桓仁以西活动；先打一仗看看，打得赢就留在南满，打不赢就五个师到北满、由彭嘉庆带四纵十一师和辽宁独二师留下坚持长白山；纵队以上级别干部留在七道江继续讨论南满斗争方针和作战问题。
经过12月13日会上一天的争论至晚18时结束，军区领导决定撤离南满，并讲了明天早上，派一个师作为先头部队，开向东满，并准备通过大森林时用的刀、斧、锯、绳子及干粮。莫文骅、韩先楚、刘西元等四五位一起去吃饭，形势紧迫，大家心急如焚，边吃边议论开会之事，都认为南满应该坚持，也有信心坚持，并说莫文骅是军区政治部主任，应再向军区领导反映这一意见。饭后，莫文骅去了一位两次长期合作共事，彼此很熟的军区领导的宿舍，直率地把大家的要求和坚持南满的理由又讲了一遍，最后说：陈云是中央分局书记，不在场，对撤出南满这么重大的问题，你们是否商量过？你是否向陈云同志请示汇报了？他的意见如何？如果不经上级党委同意，便放弃南满根据地，日后我们这些领导人的政治结论如何写啊？军区领导当即挂通了在临江的陈云的电话，把莫文骅刚刚反映的意见向陈云汇报。然后告诉莫文骅：陈云同志马上动身连夜乘火车赶来，明早可以赶到。当夜，辽东军区参谋处已下了通知，要求各部队准备刀斧、锯、绳和干粮，整装待发。彭嘉庆和军区参谋长罗舜初同睡一个床，二人都主张留在南满，想到敌人已逼近，而己方作战方针还未定，心焦如焚，怎么也睡不着，二人议论去留问题。彭嘉庆见到其他同志也是一样，碰在一起都谈论这个事。
12月13日晚22时许，陈云冒着大风雪连夜从临江乘铁路机车赶到七道江。陈云来七道江之前，曾征求过一些在临江的领导成员的意见。七道江的与会者说：“我们都等你来决定问题。”陈云回答：“肖劲光同志是搞军事的，很有学问。你们都是搞军事的，我不是搞军事的，莱了是想听听你们的意见。主意还是靠大家出，办法靠大家想。” 当夜，陈云征求在七道江的与会者的意见至凌晨三时。
12月14日上午9时，继续开会，由陈云主持，议题是对昨天会议决定的复议。肖劲光先将前两天会议情况作了简要介绍；然后陈云耐心听取各种意见，与会者各抒己见，足足辩论了一天。会上，陈云问大家：“你们看，南满还有没有文章可作?”有的说：南满没有多少文章可作了。有的人却说：文章还是有作的，看是作什么文章，是作大文章还是作小文章。陈云在会上很少说话，一直耐心地听着各方面的意见，让大家各抒己见，把自己的见解都倒出来。在大兵压境的情况下，一个高级指挥员能这样充分发扬军事民主，从容不迫地听取各方面的意见，彭嘉庆后来回忆以前很少见到。 晚饭后复会，陈云上来就问：“南满能容纳多少部队?” 彭嘉庆回答：“看怎么放法，要下决心放的话，长白山正面可放一个军，安东一线可放一个军，本溪、抚顺外围可放一个军，辽南方向也可放一个军。” 有些人同意彭嘉庆的看法，有些人则表示异议。当晚，陈云见大家的意见仍不一致，决定：“我们不走了，都留在南满，一个人也不走!留下来打，要在长白山上打红旗!”陈云解释说：南满战略地位相当重要，坚决不能丢。要是我五个师上北满，敌在南满则无后顾之忧，就会有十个师跟着进北满；就算我两个纵队都到北满，顶多能对付敌一个军，但留在南满即可牵制敌四个军；权衡利弊，还是在南满大有作为；长白山（南麓）要是丢给敌人占了，我们即使在北满打了大胜仗，将来要回来就难了。只要把长白山留在我们手里，群众就有信心向着我们。有了根据地和群众，什么事情都好办！陈云还阐述了能够坚持南满的许多理由，号召大家团结起来，振作精神，鼓足信心，艰苦奋战，以新的姿态与敌人斗争到底！陈云用形象的语言说：东北的敌人好比是一头野牛，牛头、牛身子是朝着北满去的，在南满留了一条牛尾巴。如果我们揪不住这条尾巴，那就“不得了”，它是会横冲直闯，南满保不住，北满也危险；如果我们抓住牛尾巴不放，那就“了不得”，敌人就进退两难；因此坚持或不坚持南满斗争，对于东北全局来说是个关键的环节。陈云还用算细账的方法进行说服工作：“如果不在南满坚持了，要向江北撤退，部队过长白山要损失几千人：我们撤到北满，敌军势必尾追而来，还要打仗，又会损失几千人；由于南满撤退了，敌军就会集中全部部队进攻北满，那时，北满也可能保不住，难道还能撤到苏联吗?即使无奈，部队只好继续北撤，撤到苏联境内，但我们都是中国共产党人，都是中国共产党领导下的人民军队，不能总住在苏联，总有一天还要打过黑龙江，打到北满和南满，在那些战斗中，又会损失几千人；而且，主力北撤后，留下来的地方武装，会遭到很大的损失。这样算来，前前后后在一起，会损失一万多人，等于北面老部队的一半。相反，如果留下来坚持南满斗争，部队可能损失四分之三，甚至五分之四，但主要能在南满坚持，在东北的全盘战局中便有个犄角之势，就能牵制大量敌军。使东、西、北满得到时间，把根据地建立起来，解决兵源、粮源、后方问题，东北的解放战争就可以进入反攻。”陈云作出算细账的结论：“两相比较，还是坚持比撤退损失少，况且敌军在南满兵力也不足，我们留下来坚持南满斗争是完全可能的。”
陈云在12月14日七道江会议说：“我来南满就是为了和大家一起坚持南满斗争。”没有证据可以证明，林彪和东北局授权陈、萧到了南满后，可以相机决定是否坚持南满。
陈云当时是东北局副书记兼东北民主联军副政委，看问题从东北全局的高度，考虑问题更为全面，具备驾驭会议局势的能力。与会者听了陈云的分析，都接受并拥护陈云的意见。陈云这一裁决，结束了几天来的争论不休，在关键时刻，稳定了军事高级干部的混乱心情，统一了意见，改变了会议的气氛。当夜肖劲光继续主持会议安排军事部署，与会者都主张派部分部队插到敌人心脏地区活动，从后方积极打击敌人，逼其调回一部分兵力保“家”，减轻临江正面的压力，效果要比正而与敌硬顶好很多。四纵政委彭嘉庆代表四纵主动承担了出击敌后外线作战任务，陈云立即表态拍板。对出击敌后兵力是一个师还是两个师，意见又相持不下。最后陈云说：“一个纵队出去，到敌后大闹天宫，山上山下互相呼应。你们纵队要什么东西，首先保证你们。”肖劲光接着补充：“（新开岭抓的）俘虏未处理，交给其他部队处置；兵员不足，我们从地方部队抽调补充一部分；部队没有冬衣御寒，从三纵队和军区机关抽补给你们。”会议一直开到午夜，最后确定了坚决坚持南满，三纵队在正面进行运动防御保持长白山区根据地，四纵队出击敌后开展游击战与运动战集中打仗分散做群众工作，变敌人后方为战场，重点打击敌人的游杂武装和摧毁敌据点、炸桥破路，把敌主力从正面拉回来，减轻临江当面的压力；坚持敌后三大块（即辽南第一军分区、安东第三军分区的宽桓凰赛、辽宁第二军分区的沈四梅地区）的游击斗争，扩大根据地的方针。至此会议闭幕。

## 后续
12月15日下午，陈云、肖劲光、肖华等人返回临江。12月16日白天，在临江召开南满分局会议，“把问题说死”，陈云非常坚定地说；“要把三、四纵队都放在南满，或全部转到敌后，打光了就算”，肖劲光、肖华等都表态赞同。分局进行具体分工：肖劲光赴前方传达并负责军事指挥，肖华亦到前方协助调度，江华、刘澜涛负责布设地方工作，吴克华负责安置伤员，莫文骅负责长白山根据地的粮食供给，陈云负责为分局起草给东北局并报中共中央的电报。会后，由陈云起草，以肖劲光、陈云、肖华、程世才联名致电林彪、东北局并中共中央．将七道江和临江两次会议决策、军事部署、当面敌情电告。
12月16日晚，在临江中学召开南满分局、军区的县营级干部参见的坚待南满斗争动员大会，陈云、肖劲光、肖华都到会讲了话，传达南满分局和军区坚持南满的决定和部署。南满党政军民实行战争总动员，想尽各种办法，军区机关首先精简人员，充实主力部队，甚至解散陈云、肖劲光各自的警卫班，并动员医院轻伤病员归队，从地方部队抽调兵员给四纵主力部队。有的省军区领导对调兵补充四纵队不太满意，陈云亲自出面做工作，说：“没有野战军就没有你地方武装部队的存在，你们将一部分兵员交给野战军，是为了顾全大局，如果交出去后，地方丢了，由我陈云来负责！” 辽东军区机关和三纵队等部抽调了部分冬装支援四纵队以保证按时挺进敌后。野战部队平均每个师补充至5000余人，实力仍明显不足；加强后方建设，妥善安置后方留守人员、伤病人员，恢复兵工、被服、医药生产，大力储备弹药、粮食等战争物资，密切党政、军民团结，通过北朝鲜保持与东满、北满的交通联系。辽南省分委改为辽南省委。
12月24日，陈云起草回电坚持原来的意见即在南满坚决斗争，并做了必要的阐述。这一回电在26日始得到东北局的同意。
1947年1月15日，陈云复电林彪、彭真、高岗，说明南满主力部从很不充实，就地补充兵员困难，现已无地方武装可补充，希望北满方面除给1万吨粮食外。可否再在兵员上于短期内给南满组织2个大的新兵补充团。
1949年4月13日，陈云在东北局高干会上关于辽东问题的发言中回忆道：“这个十三天，尤其是七十二小时，我是吃力的。紧急重大，……，不懂军事，被迫主持解决——基本方向上走对了。”